# فریتیوف نانسن
فریتیوف نانسن (نروژی: Fridtjof Nansen؛ ۱۰ اکتبر ۱۸۶۱–۱۳ مه ۱۹۳۰) سیاح، دیپلمات سیاسی و دانشمند نروژی و برنده جایزه صلح نوبل سال ۱۹۲۲ بود. او اکتشافات بسیار با اهمیتی در نواحی گروئِنلند انجام داده‌است. همچنین او مدت‌ها رئیس موزه تاریخ طبیعی شهر برگن نروژ بوده‌است.

## زندگانی
فریتیوف نانسن در تاریخ ۱۰ اکتبر ۱۸۶۱ در نزدیکی شهر کریستینیا (حالا اسلو) نروژ چشم به جهان گشود. او در سال ۱۸۸۲ به سمت رئیس موزه تاریخ طبیعی شهر برگن برگزیده شد. از سال ۱۸۸۸ مسافرت‌های بسیاری در ناحیه گرین لند انجام داد. همسر او اوا نانسن نام داشت که در سال ۱۹۰۷ فوت کرد، حاصل این ازدواج پسری به نام اود نانسن بود که در زمان خود معماری بزرگ و توانا بود. نانسن در ۱۳ مه ۱۹۳۰ در لیساکر، بیرون از شهر اسلو درگذشت.

## اکتشافات و تحقیقات علمی

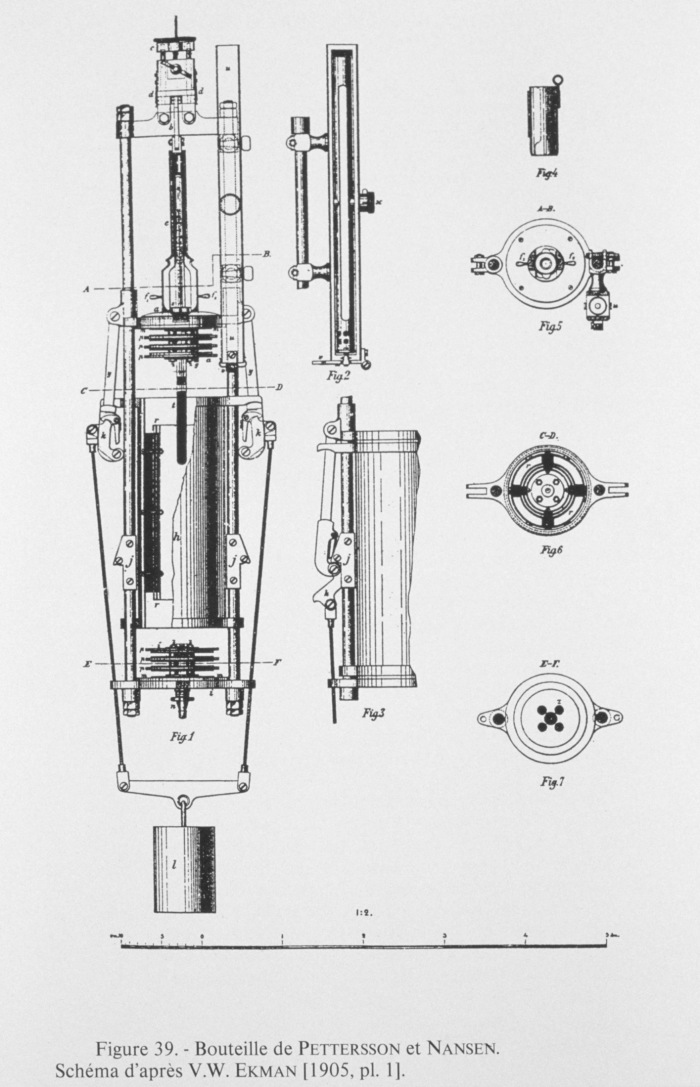
بطری آب نانسن اکمان برای اندازه‌گیری دما آب دریا

فریتیوف نانسن پس از انتصاب به سمت ریاست موزه تاریخ طبیعی شهر برگن در سال ۱۸۸۲، در سال ۱۸۸۸ اولین مسافرت خود را به اراضی یخ زده گرین لند آغاز نمود. پنج سال بعد سفری به قصد دست یافتن به طرف دیگر قطب شمال نمود و به وسیله کشتی‌اش فرام (Fram)، توانست جزایر سیبری جدید را که در حقیقت قطعه یخ‌های غول پیکری بودند، کشف نماید.
او زمستان سال ۱۸۹۵ را در فرانتس جوزف لندسر به سر برد و سپس در حالی که که کشتی اش را از دست داده بود، با کشتی دیگری به بندر وردو (Vardo) در نروژ بازگشت. در ۱۹۰۰ به اقیانوس اطلس شمالی سفر کرد؛ بعد به سمت رئیس مجمع بین‌المللی مطالعات دریایی برگزیده شد.
نانسن در سال ۱۹۰۵ شرکت مؤثری در جدایی نروژ از سوئد نمود و به عنوان اولین سفیر نروژ به انگلستان رفت. در ۱۹۰۸ استاد نقشه‌برداری از اقیانوس‌ها در انجمن سلطنتی فردریک شد و سفرهای دیگری برای نقشه‌برداری از اقیانوس اطلس شمالی نمود.

## افتخارات
اعمال صلح جویانه او در طول جنگ جهانی اول و اقدامات مؤثر او در راه ترمیم خرابی‌های جنگ سبب شد که در ۱۹۲۲ جایزه صلح نوبل به او تعلق گیرد.

## کتاب‌ها
از او کتاب‌های بسیاری به جا مانده‌است که از آن‌ها می‌توان به: آنسوی گرین لند، زندگی اسکیمو، شمالی‌ترین نقطه، در شب و یخ، سفرهای اکتشافی نروژی‌ها به قطب شمال، نروژ و اتحادش با سوئد از میان سیبری، روسیه و صلح، ارمنستان و خاور نزدیک را نام برد.